# Der Unbekannte (1912)
Der Unbekannte ist ein rund einstündiges, österreich-ungarisches Stummfilm-Kriminalmelodram aus dem Jahre 1912 von Luise Kolm mit Hans Lackner in der Titelrolle. Die Geschichte basiert auf einem Drama von Oskar Bendiener, der auch das Drehbuch verfasste.

## Handlung

### Erstes Kapitel
Als der Bankkassierer Reimann auf Geschäftsreise geht, verabschiedet er sich von seiner Frau Claire und der kleinen gemeinsamen Tochter Alma. Claire bekommt wenig später Besuch von Lilli, einer alten Jugendfreundin, an die sie sich aber kaum mehr so richtig erinnert. Lilli, die zweideutige Bemerkungen macht, scheint sich in zwielichtigen Kreisen zu bewegen, jedenfalls hat sie zahlreiche Verehrer. Als Lilli gerade Claires Gegenbesuch erwartet, hat sie einen ihrer Liebhaber, den alten Grafen Oppenheim, gerade herausexpediert und erwartet den nächsten, eine finstere Type, die sich als Banknotenfälscher einen Namen gemacht hat und von Eingeweihten nebulös „Der Unbekannte“ genannt wird. Beide Gäste Lillis lernen sich auf diesem Wege kennen, wobei Claire sogleich von diesem ominösen Fremden fasziniert ist. Lilli bemerkt, wie zwischen den beiden die Funken hin und her fliegen und beschließt daraufhin, diese gegenseitige Anziehungskraft zu ihren Gunsten zu nutzen.
Lilli lädt Claire zu einem Tanzvergnügen ein, zu dem auch der Unbekannte erscheint und bei diesem Anlass Claire immer stärker in seinen Bann zieht. Als der Fremde Claire küsst und sie sich nur ungenügend wehrt, ist sie selbst ziemlich erschrocken über ihr unziemliches Verhalten als verheiratete Frau und stürmt sofort von der Tanzfläche heim zu Kind und Herd. Doch der Unbekannte folgt ihr und dringt sogar bis ins Boudoir der Hausherrin vor, wo sie seinen Avancen nun endgültig erliegt. Es kommt zur Liebesnacht, dann entflieht der Unbekannte, dem bereits die Häscher von der Staatsmacht auf den Fersen sind. Zurück lässt er Claire ein Foto von sich sowie eine große Banknote, die Claire allerdings brüsk zurückweist, denn sie ist ja keine Käufliche. Der Fremde ist gerührt von Claires nobler Haltung und schleicht sich auf demselben Weg aus dem Haus, den er auch auf dem Hinweg benutzt hatte, nicht ohne eine andere Banknote auf ihrem Schreibtisch zurückzulassen.
Kaum ist der Unbekannte gegangen, erscheinen zwei Detektive im Hause Reimann und befragen die Hausherrin nach dem Fremden. Sie leugnet, den Unbekannten zu kennen, doch sein Foto und die Banknote auf dem Tisch sagen etwas anderes aus. Daraufhin glauben die beiden Detektive, dass Claire Reimann die Komplizin des Ganoven sein müsse, die aber in Wirklichkeit Lilli ist. Erst jetzt erfährt Claire, dass es sich bei ihrem One Night Stand um einen gesuchten Banknotenfälscher handelt. Nach einer genauen Prüfung stellt sich heraus, dass wider Erwarten die vom Unbekannten zurückgelassene Banknote keine Fälschung, sondern echt ist. Offensichtlich war jedoch der erste Schein, den der Ganove wieder an sich genommen hatte, eine Blüte. Damit scheint Claire zunächst entlastet. Als kurz darauf Herr Reimann heimkehrt und seine Gattin in einem Zustand emotionaler Auflösung antrifft, kann er sich darauf nicht so recht einen Reim machen.
Der Unbekannte ist auf der Flucht vor der Polizei in sein Versteck zu Lilli geeilt, um sein Äußeres zu verändern. Dann flieht er mit einem Auto weiter. Kurz darauf taucht die Polizei auf und findet bei Lilli mehrere Blüten, die sie in Ermangelung an Zeit nicht gut genug verstecken konnte, sondern kurzerhand in einen Schuh stopfte. Der Unbekannte türmt derweil weiter, immer verfolgt von der Staatsmacht. Einer der Detektive folgt ihm bis in einen Wald, wo es zu einem kurzen Schusswechsel kommt. Der Flüchtige wird verwundet, sinkt zu Boden und wird verhaftet. Der Unbekannte muss wie auch Lilli ins Gefängnis.

### Zweites Kapitel
Sechs lange Jahre sind seit den geschilderten Ereignissen vergangen. Der Unbekannte und seine Ganovenbraut Lilli haben ihre Strafe abgesessen und befinden sich nun wieder auf freien Fuß. Ihnen geht es ziemlich dreckig, und der Unbekannte ist derart am Boden angelangt, dass er sich mit schnöden Einbrüchen über Wasser halten muss. Als Lilli Claire auf der Straße wieder sieht, erinnert sie sich an ihr Trumpf-Ass, das sie noch im Ärmel hat: sie hatte ja Claire und den Unbekannten miteinander verkuppelt, sodass es zu jenem erotischen Stelldichein kam. Dieses Wissen will sie nun benutzen, um Claire, die sehr auf ihren guten Ruf bedacht ist, unter Druck zu setzen. Tatsächlich hat Lilli mit ihrer Erpressung Erfolg und streicht von Claire eine größere Geldsumme ein. Nun lässt Lilli nicht mehr locker und bedrängt Claire auch weiterhin. Sie soll ihrem Mann den Tresorschlüssel abnehmen, sonst würde sie ihm alles über Claires Fremdgeherei verraten. Wieder gibt Claire schweren Herzens nach.
Mit dem Safeschlüssel in der Hand, geht der Unbekannte nun auf großen Raubzug und macht dabei fette Kasse. Claires Gewissen gibt ihr keine Ruhe, und sie eilt Lilli hinterher, um den Einbruch noch in letzter Minute zu verhindern, doch sie kommt zu spät. Mit höhnischem Kommentar auf den Lippen wirft Lilli den Schlüssel ihrer unglückseligen Bekannten vor die Füße, die diesen heimlich in die Tasche ihres Gatten zurücksteckt. Am nächsten Morgen wird der Kassenraub entdeckt. Der Bankdirektor beschuldigt seinen Kassierer, mit den Räubern unter einer ecke zu stecken, doch der weist alle Schuld von sich. Als Claire von der Verhaftung ihres kreuzbraven Ehemannes hört, will sie sich mit Gift das Leben nehmen.
Zeitgleich beginnen der Unbekannte und seine Komplizin Lilli, die allzu gierig geworden ist, sich zu entzweien. Bei einem Kampf bringt er Schurke Lilli um. Doch wieder sitzt ihm ein Detektiv im Nacken, der den Unbekannten in seinem Versteck bald aufstöbert. Erneut kommt es zu einem Schusswechsel, den der Unbekannte diesmal jedoch nicht überlebt. Bei den polizeilichen Untersuchungen werden auch Wertpapiere aufgefunden, die aus dem Tresorraub stammen. Damit ist die Unschuld Reimanns erwiesen, und der brave Kassierer kann wieder heim zu Frau und Kind. Dort bereitet Claire sich auf ihre Verzweiflungstat vor; das Kind wurde ein letztes Mal geherzt, der Giftbecher ist gefüllt und der Abschiedsbrief an den Gatten geschrieben. Ehe es zu einer Katastrophe kommen kann, treffen Reimann mitsamt dem ihn heimfahrenden Bankdirektor ein. Beide erzählen ihr von den letzten Ereignissen und dass Reimanns Unschuld erwiesen ist. Jetzt, wo alle Mitwisser ihrer Mitschuld tot sind, kann Claire ruhig aufatmen, und sie wirft ihren Abschiedsbrief mit ihrem Geständnis in das offene Feuer. Über ihre Ehe soll fortan kein Schatten mehr liegen.

## Produktionsnotizen
Der Unbekannte entstand wohl 1911/12 und war der erste aufwändige österreichische Stummfilm überhaupt. Nahezu sämtliche Mitwirkende waren zu dieser Zeit Ensemblemitglieder renommierter Wiener Bühnen. Belichtet wurden 10.000 Meter Negativmaterial, die im Rohzustand 10.000 Kronen kosteten. Der in zwei Abschnitten unterteilte Film zeigte 52 einzelne Bilder. Die offizielle Uraufführung erfolgte, nach einer Probeaufführung für Interessenten Mitte Februar 1912, am 15. März 1912 in Wien.
Der Direktor der produzierenden Wiener Kunstfilm, Elias Tropp, verschaffte seiner jungen Gattin Eugenie Bernay (in der Rolle der schurkischen Lilli) hier ihre erste Filmrolle.

## Wissenswertes
Dieser Film war die erste von zwei Kinoproduktionen – die andere war Freier Dienst (1918) –, die die hochadelige Bühnenschauspielerin Gräfin Claire Wolff-Metternich-Wallentin (1879–1934) gedreht hat.